# Entosthodon dixonii
Entosthodon dixonii là một loài Rêu trong họ Funariaceae. Loài này được Sim mô tả khoa học đầu tiên năm 1926.